# Зал славы итальянского футбола
Зал славы итальянского футбола создан по инициативе FIGC и Музея футбола в Коверчано в 2011 году. Расположен в здании Museo del Calcio.
Музей направлен на сохранение наследия, истории, культуры и ценностей итальянского футбола. Каждый год добавляются новые игроки, тренеры, судьи, чиновники в категории: итальянский игрок, тренер, ветеран, арбитр, функционер; игрок иностранец, а также вручаются премия памяти. С 2014 года добавлена категория «женский футбол».

## Список членов зала славы
Снизу предоставлен список членов введенных в зал славы итальянского футбола.
| Год  | Итальянский игрок     | Итальянский тренер          | Итальянский ветеран   | Итальянский арбитр                   | Итальянский функционер | Иностранный игрок     | Женский футбол      | Премия памяти |
| ---- | --------------------- | --------------------------- | --------------------- | ------------------------------------ | ---------------------- | --------------------- | ------------------- | --- |
| 2011 | Роберто Баджо         | Марчелло Липпи Арриго Сакки | Луиджи Рива           | Пьерлуиджи Коллина                   | Адриано Галлиани       | Мишель Платини        | —                   | Отторино Барасси Энцо Беарзот Фульвио Бернардини Джованни Феррари Артемио Франки Джованни Мауро Джузеппе Меацца Сильво Пиола Витторио Поццо Гаэтано Ширеа Ферруччо Валькареджи |
| 2012 | Паоло Мальдини        | Джованни Трапаттони         | Дино Дзофф            | Луиджи Аньолин Паоло Казарин         | Джампьеро Бониперти    | Марко ван Бастен      | —                   | Анджело Скьявио Кончето Ло Белло Валентино Маццола Нерео Рокко |
| 2013 | Франко Барези         | Фабио Капелло               | Джанни Ривера         | Серджо Гонелла Чезаре Гуссони        | Массимо Моратти        | Габриэль Батистута    | —                   | Эральдо Мондзельо |
| 2014 | Фабио Каннаваро       | Карло Анчелотти             | Сандро Маццола        | Стефано Браски                       | Джузеппе Маротта       | Диего Марадона        | Каролина Мораче     | Ферруччо Ново Карло Каркано Джакомо Бульгарелли |
| 2015 | Виалли, Джанлука      | Роберто Манчини             | Марко Тарделли        | Роберто Розетти                      | Коррадо Ферлайно       | Роналдо               | Патриция Панико     | Аньелли Умберто Джачинто Факетти Эленио Эррера |
| 2016 | Джузеппе Бергоми      | Клаудио Раньери             | Паоло Росси           | Грациано Чезари (номинация отозвана) | Сильвио Берлускони     | Па́уло Робе́рто Фалька́о | Мелания Габбьядини  | Джулио Кампанати Чезаре Мальдини Нильс Лидхольм |
| 2017 | Алессандро Дель Пьеро | Освальдо Баньоли            | Бруно Конти           | —                                    | Сержио Кампана         | Рууд Гуллит           | Элизабетта Виньотто | Стефано Фарина Итало Аллоди Ренато Далл’Ара Арпад Вейс |
| 2018 | Франческо Тотти       | Массимилиано Аллегри        | Джанкарло Антоньони   | Никола Риццоли                       | Антонио Матаррезе      | Хавьер Санетти        | Милена Бертолини    | Амедео Амадеи Джанни Брера Джузеппе Виани |
| 2019 | Андреа Пирло          | Карло Маццоне               | Габриеле Ориали       | Альберто Микелотти                   | Антонио Перкасси       | Збигнев Бонек         | Сара Гама           | Пьетро Анастази Луиджи Радиче |
| 2021 | Алессандро Неста      | Антонио Конте               | Антонио Кабрини       | Джанлука Рокки                       | Джованни Сартори       | Карл-Хайнц Руммениге  | Барбара Бонансеа    | Романо Фольи Армандо Пикки Вуядин Бошков Луиджи Симони Фино Фини |
| 2022 | Джанфранко Дзола      | Жозе Моуринью               | Алессандро Альтобелли | —                                    | Эрнесто Пеллегрини     | Зинедин Зидан         | Кристиана Джирелли  | Синиша Михайлович Эрнё Эрбштейн |
| 2023 | Даниэле Де Росси      | Лучано Спаллетти            | Роберто Бонинсенья    | —                                    | Ариедо Брада           | Андрей Шевченко       | Валентина Джачинти  | Агостино Ди Бартоломеи Винченцо Д'Амико Манило Скопино |

## Галерея

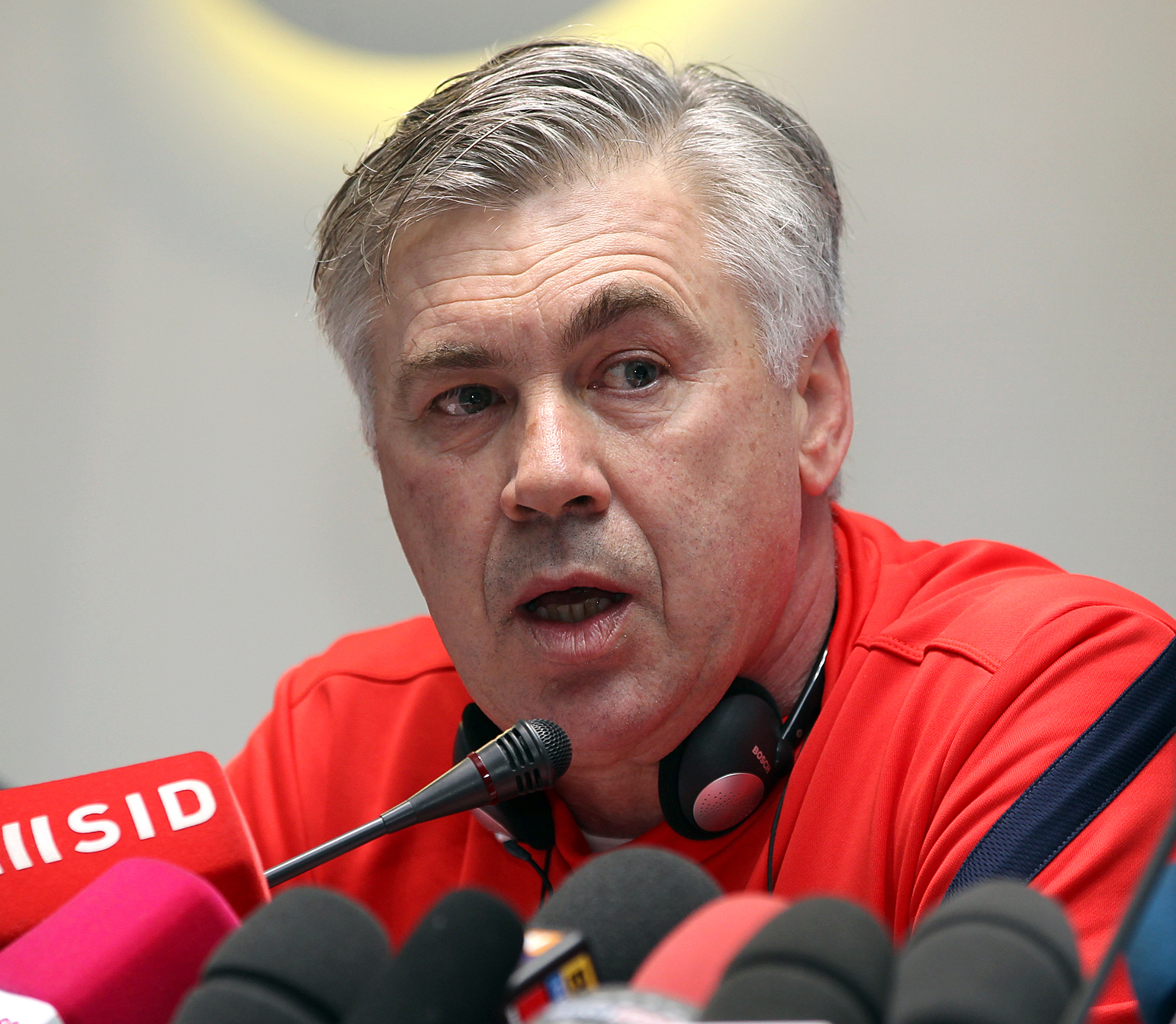
Карло Анчелотти
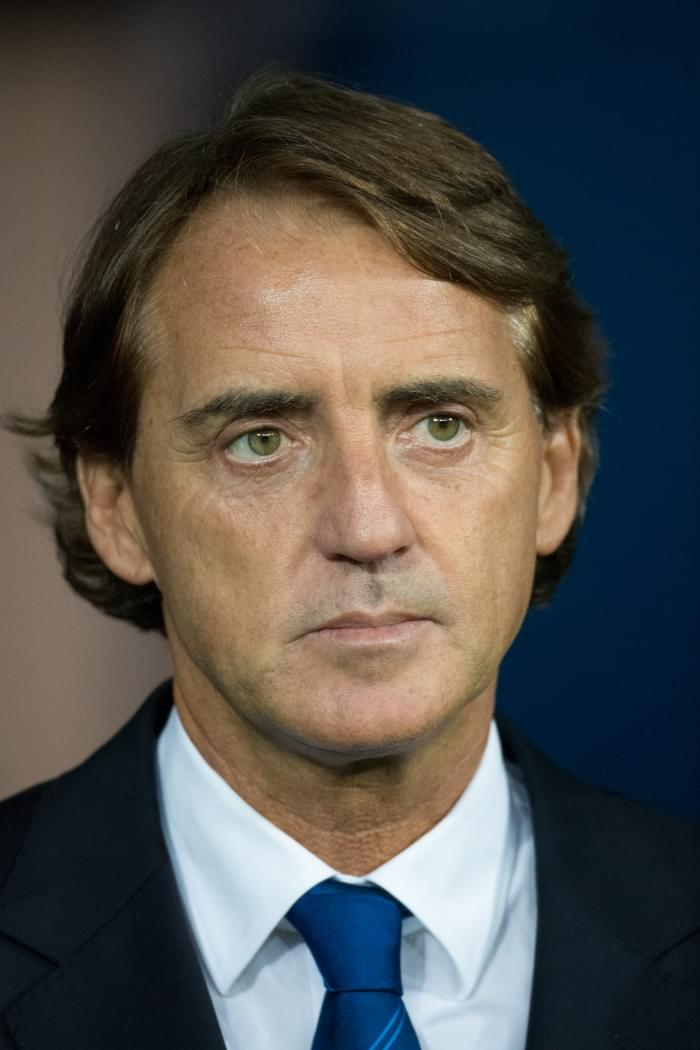
Роберто Манчини
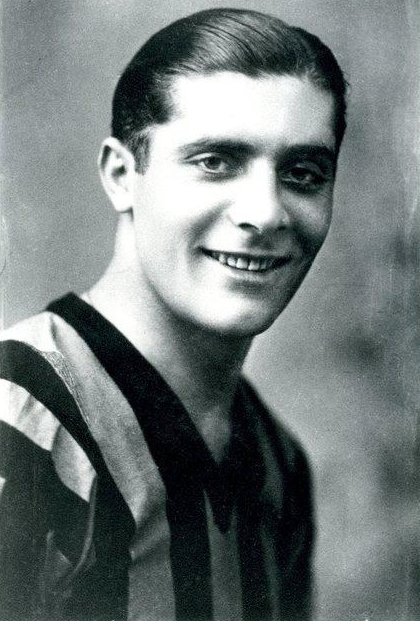
Джузеппе Меацца
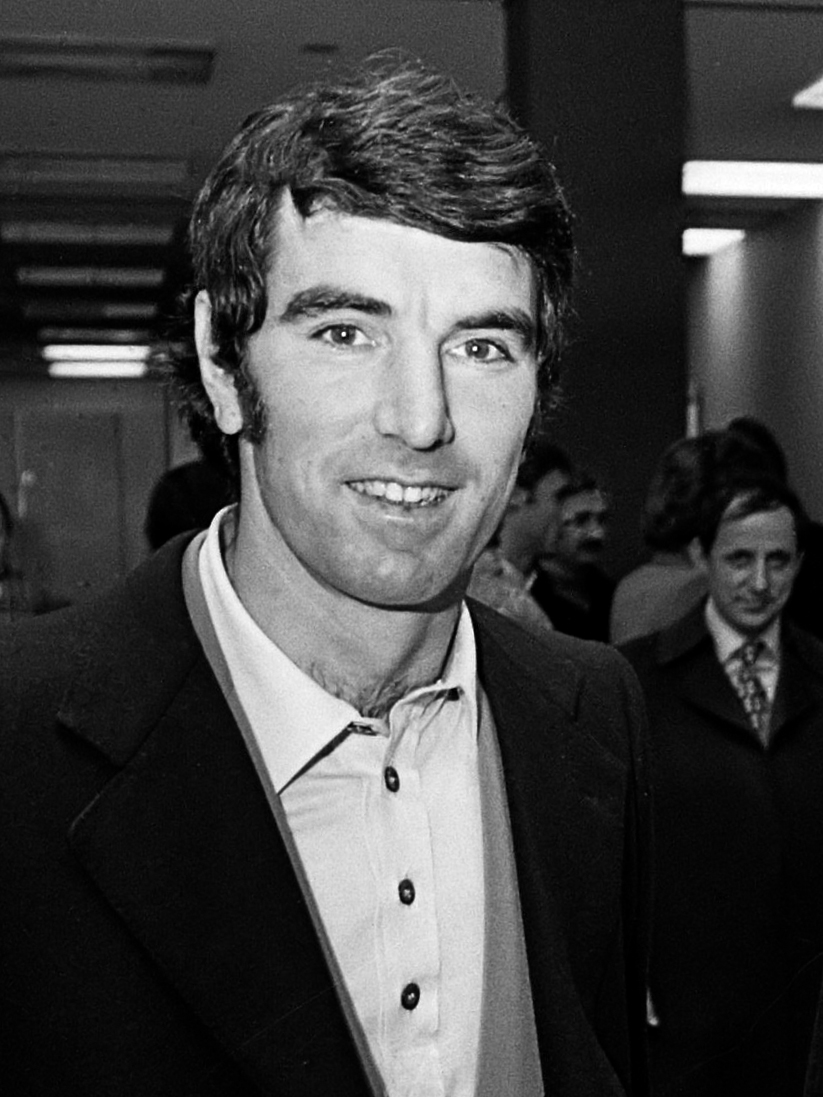
Дино Дзофф
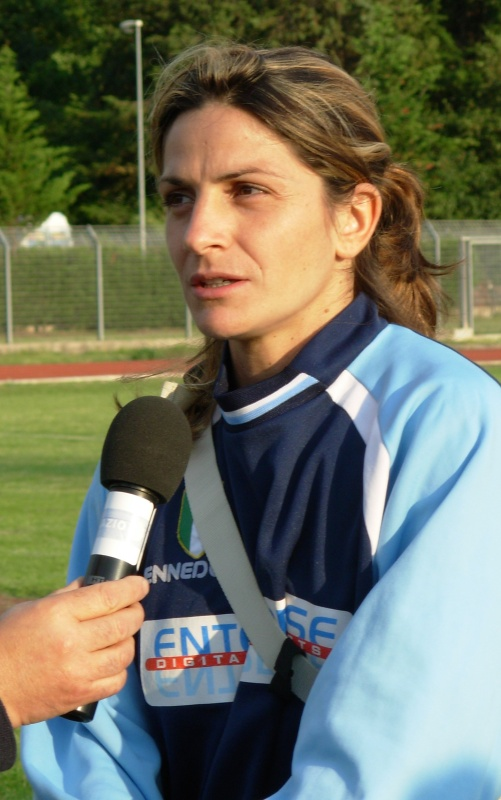
Патриция Панико
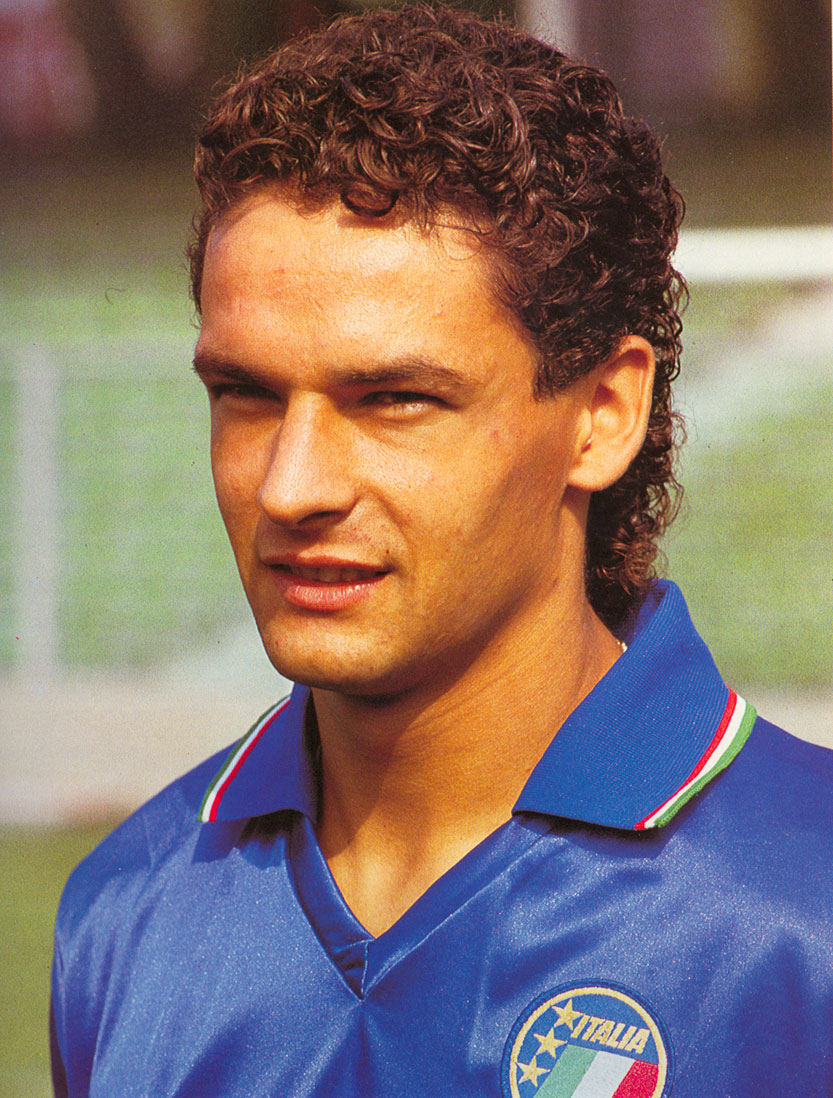
Роберто Баджо
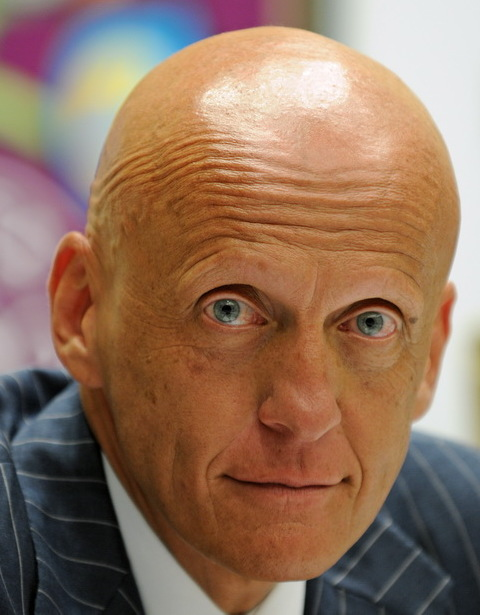
Пьерлуиджи Коллина